# Roberto Romanello
Roberto Romanello (Swansea) is een Welsh professioneel pokerspeler. Hij won onder meer het €5.000 No Limit Hold'em -Main Event van de European Poker Tour Praag 2010 (goed voor een hoofdprijs van $846.180,-) en het €2.500 No Limit Hold'em - Main Event van de World Poker Tour Bratislava 2011 (goed voor $197.861,- prijzengeld). Romanello verdiende tot en met november 2021 meer dan $4.243.000,- in pokertoernooien.
In 2020 bemachtigde hij de Triple Crown, een denkbeeldige prijs die een speler wint zodra hij zowel een toernooi van de World Series of Poker (WSOP), de World Poker Tour (WPT) als van de European Poker Tour (EPT) achter zijn naam schrijft.
Naast het poker helpt Romanello zijn familie de Roma Fish Bar in Gorseinon te bestieren.

## Wapenfeiten
Romanello stak in september 2006 voor het eerst zijn hoofd boven het maaiveld van de professionele pokerwereld uit door het €500 No Limit Hold'em-toernooi van de Barcelona Open 2006 te winnen, goed voor $53.462,-. Drie maanden daarvoor had hij voor het eerst prijzengeld gewonnen in de Verenigde Staten door 312e te worden in het Main Event van de World Series of Poker 2006. In het jaar volgend op zijn eerste toernooiwinst, speelde hij zich meer dan tien keer in het geld op toernooien in Groot-Brittannië, in totaal goed voor meer dan $150.000,- aan prijzengeld.
Romanello speelde zich in december 2008 voor het eerst in het geld op de European Poker Tour door 46e te worden in het €5.000 No Limit Hold'em-toernooi van de EPT Praag. Zijn resultaten in EPT's vertoonden daarop een stijgende lijn. Hij werd 32e in het DKr50.000 No Limit Hold'em-toernooi van het Pokerstars EPT Scandinavian Open 2009 en zesde in het DKr35.000 No Limit Hold'em Main Event van de EPT Kopenhagen 2010 (goed voor $104.355.-). In december 2010 had Romanello vervolgens op de EPT Praag zijn grootste toernooizege ooit te pakken, waarna hij drie maanden later ook zijn eerste officiële WPT-evenement won.
Romanello kwam in september 2009 dicht bij het winnen van zijn eerste World Series of Poker-titel. Hij werd toen zevende in het £5.000 Pot Limit Omaha-toernooi van de World Series Of Poker Europe 2009 (goed voor $49.178,-). Het was zijn vijfde geldprijs in een WSOP en zijn eerste die hij niet in een Hold 'em-toernooi haalde.

## Titels
Toernooien die Romanello buiten de WSOP, WPT en EPT won, zijn onder meer:
- het €500 No Limit Hold'em-toernooi van de Barcelona Open 2006 ($53.462,-)
- de Partypoker.com European Open V Final 2009 in Maidstone ($200.000,-)
- $20.000 Episode 7 van The Poker Lounge 2010 in Cardiff ($120.000,-)

## WSOP-titel
| Jaar        | Toernooi                | Prijs    |
| ----------- | ----------------------- | -------- |
| 2020 Online | $1.500 No Limit Hold'em | $216.613 |